# SJ
 For alternative betydninger, se SJ (flertydig). (Se også artikler, som begynder med SJ)
SJ AB er et svensk statsligt aktieselskab, som primært varetager jernbanetrafik i Sverige.  SJ AB blev dannet ved opdeling af Statens Järnvägar den 1. januar 2001.  Virksomheden anvender varemærket SJ.

## Trafik
SJ kører egne tog, blandt andre hurtigtoget (til og med 11/12-2011=) X 2000 (fra og med den 12/12-2011 = Snabbtåg), InterCity, regionaltog samt nattog.  Nattogene køres blandt andet mellem Malmö og Stockholm, fra Göteborg til Umeå og Åre/Duved og fra Stockholm til Umeå og Åre/Duved. Desuden kører SJ i entreprise for lokale trafikselskaber rundt omkring i landet.

## International trafik

### Linx
SJ har ikke længere international trafik til Norge, men i begyndelsen af 2000'erne oprettede SJ og de norske statsbaner, NSB, det fælles datterselskab Linx, som varetog den internationale jernbanepassagertrafik mellem de nordiske hovedstæder, på jernbanestrækningerne Stockholm-Karlstad-Oslo og Oslo-Göteborg-Malmö-København.  Hovedkontoret lå i Göteborg.
Linx havde egne X2-hurtigtog (samme togtype som X 2000) under varemærket Linxtåg, samt lokomotivdrevne InterCity-tog.  Trafikken mellem Oslo og Göteborg kørtes udelukkende med InterCity-tog, da denne strækning ikke er anlagt til hurtigtog.
På grund af dårlig økonomi blev Linx nedlagt ved årsskiftet 2004-2005.  Strækningerne Stockholm-Karlstad og Göteborg-Malmö blev overtaget af SJ, foruden weekendtrafik mellem Karlstad og Oslo.  NSB kører fortsat trafikken mellem Oslo og Göteborg, mens Øresundstogene delvis kører trafikken på strækningen Göteborg-Malmö-København.

### Berlin Night Express
Sammen med den tyske virksomhed Georg Verkehrsorganisation kørte SJ nattogstrafikken på strækningen Malmö-Berlin, over Østersøen via færgeruten Trelleborg-Sassnitz.  Togene blev kørt under varemærket Berlin Night Express, og blev markedsføret som nogle af Europas mest moderne sovevognstog.  Toget blev kørt uden medvirken af de tyske statsbaner, der valgte at stoppe trafikken. I marts 2012 blev trafikken overtaget af Veolia Transport.

## Ekstern henvisning
- Wikimedia Commons har flere filer relateret til SJ
- SJ AB's hjemmeside